# Abborrtjärnen (Färnebo socken, Värmland, 663740-139729)
Abborrtjärnen är en sjö i Filipstads kommun i Värmland och ingår i Göta älvs huvudavrinningsområde.